# Dominicus Sleupner

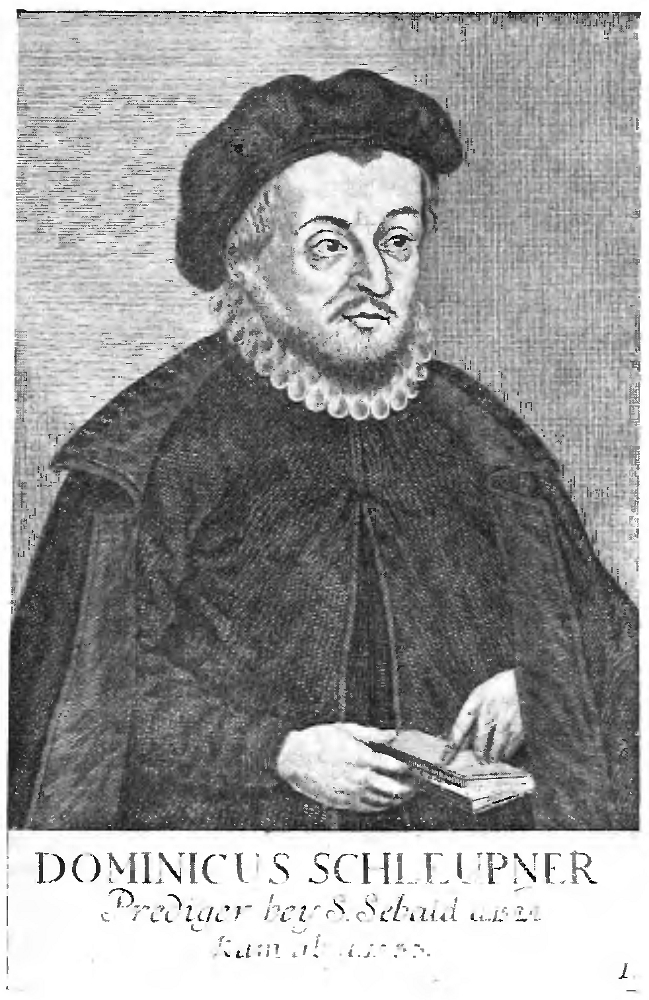
Dominicus Sleupner

Dominicus Sleupner, auch Dominikus Schleupner, Dominicus Schleupner, (* um 1483 in Neisse, Fürstentum Neisse; † 3. Februar 1547 in Nürnberg) war ein evangelischer Theologe und Reformator.

## Leben
Er war Sohn eines Goldschmieds und hatte sich dem geistlichen Beruf zugewandt. In Breslau wirkte er zuerst als Notar und seit 1513 als Kanonikus. Um 1519 muss ihn Martin Luthers Verkündigung erreicht haben, denn damals ließ er sich in Wittenberg immatrikulieren, ging aber nach einem Semester nach Breslau zurück. Luther und Philipp Melanchthon schätzten ihn und ließen ihn durch Johann Heß grüßen. Im nächsten Jahre kam er nach Leipzig und vertrat dort die neue Lehre.
Da er sich aber dort nicht halten konnte, empfahl ihn Luther als Prediger an die Sebalduskirche in Nürnberg. Mit Andreas Osiander und Thomas Venatorius gehörte er hier zu den Säulen der Reformation. Er schrieb 1524–29 Ratschläge und arbeitete an der ältesten Nürnberger Gottesdienstordnung mit. Beim Nürnberger Religionsgespräch von 1525 hielt er die Eröffnungsrede. Als einer der einflussreichsten evangelischen Prediger in Nürnberg wurde er an der Abfassung der Schwabacher Artikel beteiligt.
Einen Ruf als Superintendent nach Leipzig lehnte er 1539 ab und blieb, nachdem er 1533 an die Katharinenkirche in Nürnberg übergegangen war, der Reichsstadt treu. Literarisch ist er wenig hervorgetreten. Außer seinen Gutachten sind seine „Vier Predigten vom Steigen und Fallen des Papsttums zu Rom“ später bekannt geworden. Anlässlich seiner zweiten Ehe erhob sich in Nürnberg ein Thesenstreit, ob diese für Pfarrer zulässig sei.